# Jasmin Akter
Jasmin Akter (nascida em 2001), é uma jogadora de críquete, que nasceu em um campo de refugiados de Nayapara, em Bangladesh, e é Ruainga, um grupo étnico selvagemente perseguido em Mianmar. Ela se mudou para Bradford, no Reino Unido, como refugiada, cuidava dos filhos de sua mãe e fundou um time feminino de críquete totalmente asiático. Ela representou a Inglaterra na primeira partida beneficente da Copa do Mundo de Críquete Infantil de Rua e quase venceu. Ela foi nomeada uma das 100 mulheres mais inspiradoras e influentes da BBC em 2019.

## Biografia
Jasmin Akter nasceu em 2001, no campo de refugiados de Nyapara, em Bangladesh, um dos campos para onde mais de um milhão de pessoas Ruainga foram forçadas a fugir depois de enfrentarem genocídio e perseguição brutal em Myanmar. Seu pai morreu logo depois que ela nasceu, e sua mãe teve outros quatro filhos, todos vivendo na pobreza, então Jasmin não teve educação por quase dez anos. Felizmente, eles se estabeleceram no Reino Unido como refugiados, por meio do programa do Conselho de Direitos Humanos das Nações Unidas.
Jasmin Akter tinha apenas 8 anos quando sua família se mudou para Bradford, West Yorkshire. Em 2014, sua mãe e seu irmão mais novo ficaram gravemente feridos em um acidente de carro, quando visitavam Bangladesh. Sua mãe ficou no hospital em Bangladesh durante três meses, paralisada e sem seguro de saúde. Eventualmente, eles conseguiram ajuda para viajar de volta ao Reino Unido, mas sua mãe entrou e saiu do hospital por mais dois anos, e precisava de cuidados constantes.
Assim, aos 13 anos de idade, Jasmin tornou-se cuidadora de sua mãe e de seus três irmãos. Ela estava no Bradford Football Club, mas teve que desistir e abrir mão de uma bolsa integral para os EUA.

## Carreira no críquete
Com a ajuda de um treinador do clube pós-escola, ela ainda encontrou outro caminho para o esporte como meio de liberação e, assim, seu talento para o críquete foi descoberto. As habilidades de Jasmin foram rapidamente reconhecidas, ela foi nomeada capitã e testada para o time do Condado de Yorkshire, apesar de ter sido provocada por ser uma menina em um esporte tradicionalmente masculino.
| “              | O esporte é algo que sinto que nasci para fazer. É algo em que tenho muita confiança e que mostra quem eu sou. | ” |
| — Jasmin Akter | |   |

Jasmin também treinou as crianças locais mais novas e foi localizada pela instituição de caridade Centrepoint, que apoia jovens sem-teto e que estava montando uma seleção inglesa para uma Copa do Mundo de Críquete Infantil de Rua. Jasmin Akter foi nomeada capitã do time da Inglaterra.
A Copa do Mundo estava focada em times de críquete compostos por jovens carentes (de 13 a 17 anos) de Bangladesh, da Inglaterra, da Índia, da Maurícia, do Nepal, da Tanzânia e das Índias Ocidentais, que jogaram competitivamente por suas respectivas seleções nacionais, em Londres e em Cambridge, e também participaram de um minicongresso sobre seus direitos humanos, realizado paralelamente ao torneio esportivo. Jasmin Akter falou sobre a 'luz no fim do túnel' que esta oportunidade lhe deu, num evento associado no Parlamento do Reino Unido.
Depois de uma vitória fácil na semifinal contra a Tanzânia, a final da Inglaterra foi contra a Índia Sul e foi disputada no famoso Lord's Cricket Ground, em Londres, pouco antes dos jogos internacionais da Copa do Mundo de Críquete, do Conselho Internacional de Críquete. Jasmin disse que estava muito orgulhosa de jogar no mesmo campo que seus heróis do esporte, como Ben Stoke. Foi uma partida acirrada, com o time de Jasmin perdendo na final. O mordomo do Senhor, Ted Clark, é citado como dando as boas-vindas aos novos jovens talentos internacionais no esporte, mas também perguntando "por que, em 2019, as crianças ainda dormem na rua?"
Uma futura Copa do Mundo de Crianças de Rua está planejada para a próxima Copa do Mundo de Críquete da ICC, na Índia, em 2023.

## Reconhecimento
Por seu sucesso no esporte, contra todas as probabilidades, e por encorajar outras pessoas em um time feminino totalmente asiático, Jasmin Akter foi nomeada uma das 100 mulheres mais inspiradoras do mundo pela BBC, em 2019, por inspirar e influenciar outras pessoas em todo o mundo. Ela foi citada dizendo sobre como se sente em seu esporte: 'Tudo o que sei é a sensação, o puro prazer do movimento é maior quando cada respiração sopra com liberação.'
Jasmin Akter agora está cursando o ensino médio (BTEC 3) com ênfase em negócios, no Bradford College, e pretende se formar em Contabilidade logo em seguida. Ela continua a treinar e ser voluntária e a inspirar outras pessoas, dizendo:
| “              | Eu quebrei barreiras; Superei as expectativas e é importante que as jovens de todas as origens possam ver isso. | ” |
| — Jasmin Akter | |   |

Jasmin Akter foi selecionada como uma das estrelas em ascensão no esporte, no British Muslim Awards em 2020, apresentado no Yorkshire County Cricket Club.